# ゼンリン福岡オープンゴルフトーナメント
ゼンリン福岡オープンゴルフトーナメント（ゼンリンふくおかオープンゴルフトーナメント）は、かつて開催されていた男子ゴルフトーナメント。　
ゼンリン特別協賛、フクニチ新聞社（? - 1991年）→西日本新聞社・テレビ西日本（1992年 - ?）主催。
1986年・1987年、1989年、1991年〜1994年には嘉穂郡桂川町の麻生飯塚ゴルフ倶楽部で開催された。

## 歴代優勝者
- 1986年 - 田中泰二郎[1]
- 1987年 - 平山徳男[1]
- 1988年 - 岩下吉久
- 1989年 - 松永一成[1]
- 1990年 - 伊藤明崇[2]
- 1991年 - 坂東礼治[1]
- 1992年 - 鈴木亨[1]
- 1993年 - 芹澤大介[1]
- 1994年 - 原田三夫[1]
- 1995年 - 杉原敏一[3]
- 1996年 - 宮本勝昌[4]